# Oued Mellègue
Der Mellegue (Oued Mellègue)  ist ein rechter Nebenfluss des Medjerda in Algerien und Tunesien.

## Verlauf
Der Fluss entspringt als Meskiana nahe Khenchela in der Provinz Khenchela aus dem Schott es Sbikra. Er fließt in nordöstliche Richtung und nimmt noch vor der Grenze zu Tunesien seinen ersten großen Nebenfluss, den Chabro (Kseub), von rechts auf. Nach dessen Mündung hat er seinen Namen auf den meisten Karten in Mellegue geändert. Er schwenkt nach Osten und bildet dabei die Grenze zwischen den Provinzen Tebessa und Souk Ahras. Er überquert die Grenze und nimmt seinen zweiten großen Nebenfluss, den Oued Serrat ebenfalls von rechts auf. Im Anschluss, etwa nach der Hälfte seines Weges schwenkt der Mellegue wieder nach Nordwesten und behält diese Richtung bis zur Mündung. Kurz vor der Mündung wird der Fluss in der Talsperre Nebeur aufgestaut. Der Mellegue mündet schließlich im Gouvernement Jendouba bei der Stadt Jendouba in den Mejerda.

## Hydrometrie
Die Durchflussmenge des Mellegue wurde an der hydrologischen Station K 13 bei dem größten Teil des Einzugsgebietes, über die Jahre 1924 bis 1975 gemittelt, gemessen (in m³/s).